# آرام‌بخشی
آرام‌بخشی یا بیهوشی ملایم، روشی است که با استفاده از داروهای آرام‌بخش میزان رنج و تحریک ناشی از روند درمانی یا روند تشخیصی دردناک را کاهش می‌دهند. داروهایی که در این فرایند قابل استفاده هستند شامل، سوفنتالین و آنفنتالین، فنتانیل و میدازولام می‌باشند.

## موارد استفاده
بیهوشی ملایم یا (به انگلیسی: Sedation) به‌طور معمول برای جراحیهای کوچک مانند آندوسکوپی، وازکتومی، دندان‌پزشکی و همچنین برای برخی جراحی‌های زیبایی، جراحی دندان عقل و برای بیماران مضطرب استفاده می‌شود.

بیهوشی ملایم در دندان‌پزشکی با استفاده از داروهای بیهوشی استنشاقی به‌ویژه دی نیتروژن مونوکسید، آرامبخش‌های خوراکی یا تزریقی انجام می‌پذیرد.

از آرامبخشی به صورت گسترده در بخش مراقبت‌های ویژه جهت آرام کردن بیمارانی که لوله تراشه دارند استفاده می‌شود. همچنین برای بیمارانی که نیاز به گرفتن نوار مغز طولانی دارند نیز استفاده می‌شود.

## خطرها
انسداد راه هوایی، توقف تنفس و فشار خون پایین از خطرات این روش می‌باشند، به همین دلیل وجود متخصصان آموزش دیده برای تشخیص به موقع، مدیریت و درمان این عوارض لازم و ضروری است.

## سطح آرام‌بخشی
آرام‌بخشی که در روند درمانی بیمار استفاده می‌شود با تاریخچه پزشکی بیمار جهت جلوگیری از آرام‌بخشی کم (احتمال درد یا ناراحتی برای بیمار) یا آرام‌بخشی زیاد (خطر سرکوب تنفسی که می‌تواند باعث مرگ شود) در ارتباط است. به‌طور معمول درجه‌بندی شامل موارد زیر می‌شود:
- آشفتگی
- آرام
- پاسخگویی به صدا
- پاسخگویی به لمس
- پاسخگویی به تحریک دردناک
- عدم واکنش به تحریکات دردناک

انجمن متخصصین بیهوشی آمریکا انواع آرام‌بخشی را به شرح زیر تعریف کرده‌است:
1. آرام‌بخشی کم: پاسخ طبیعی به محرک‌های طبیعی
2. آرام‌بخشی متوسط: پاسخ هدفمند به تحریک کلامی یا تحریک لمسی (معمولاً به عنوان آرام‌بخشی آگاهانه شناخته می‌شود)
3. آرامبخشی عمیق: پاسخ هدفمند به تحریک مکرر یا دردناک
4. بیهوشی عمومی: عدم واکنش به تمام محرک‌ها

در انگلستان آرامبخشی عمیق جزیی از بیهوشی در نظر گرفته می‌شود
|             | آرام‌بخشی سطحی                | آرام‌بخشی متوسط                       | آرام‌بخشی عمیق                         | بیهوشی عمومی         |
| ----------- | ---------------------------- | ------------------------------------ | ------------------------------------- | -------------------- |
| پاسخ پذیری  | عادی و پاسخ به محرک‌های کلامی | پاسخ هدفمند به محرک‌های کلامی یا لمسی | پاسخ به محرک‌های دردناک یا تکرار شونده | بی پاسخ              |
| راه هوایی   | عدم نیاز به مراقبت           | عدم نیاز به مداخله                   | نیاز به مداخله                        | اغلب مداخله نیاز است |
| تنفس        | عدم نیاز به مراقبت           | کافی                                 | می‌تواند ناکافی باشد                   | اغلب ناکافی است      |
| عملکرد قلبی | عدم نیاز به مراقبت           | معمولاً حفظ می‌شود                     | معمولاً حفظ می‌شود                      | نیاز به مراقبت       |

## غربالگری بیماران
قبل از هرگونه آرام‌بخشی برای بیماران، غربالگری آن‌ها جهت رفع نگرانی‌ها باید انجام شود. این موارد می‌تواند شامل موارد زیر شود:
1. حساسیت‌ها و واکنش‌های آلرژیک دارویی
2. فشار خون بالا
3. بیماری‌های مادرزادی قلبی
4. مشکلات کلیوی
5. سکته مغزی یا حمله ایسکمی گذرا
6. بیماری‌های عصبی-عضلانی مانند دیستروفی ماهیچه‌ای
7. بدست آوردن لیست کاملی از داروها و داروهای گیاهی که بیمار مصرف می‌کند.

بیمار با داشتن هرکدام از شرایط فوق باید به صورت جداگانه و دقیق ارزیابی شود و برای او جهت کاهش دادن میزان خطرات باید روش آرام‌بخشی دقیقی اجرا کرد.

علاوه بر موارد اقدامات احتیاطی فوق، باید با بیمار مصاحبه دقیقی انجام شود تا هرگونه شرایطی که باعث پیچیده‌تر شدن روند درمان خواهد شد بررسی شود. در شرح حال بیمار باید به هرگونه آسیب به سر، گردن و طناب نخاعی، ستون فقرات و همچنین پوکی استخوان اشاره کرد.